# Parasiccia chinensis
Parasiccia chinensis là một loài bướm đêm thuộc phân họ Arctiinae, họ Erebidae.